# Brachyunguis zoijae
Brachyunguis zoijae är en insektsart. Brachyunguis zoijae ingår i släktet Brachyunguis och familjen långrörsbladlöss. Inga underarter finns listade i Catalogue of Life.